# Сакура (1944)
«Сакура» (Sakura, яп. 櫻) — ескортний міноносець Імперського флоту Японії, який взяв участь у Другій світовій війні.

## Історія створення
Корабель, який став тринадцятим серед ескортних міноносців типу «Мацу», був закладений 2 червня 1944 року на верфі флоту в Йокосуці. Спущений на воду 6 вересня, став до ладу 25 листопада того ж року.

## Історія служби
Після завершення «Сакура» кілька місяців провів у водах Японського архіпелагу, а 12 лютого 1945-го вийшов з порту Моджі для супроводу конвою MOTA-36, який прямував до Кіруну (зараз Цзілун на Тайвані). Втім, 16 лютого корабель відокремився та попрямував разом з навчальним крейсером «Касіма» до Шанхаю, куди вони прибули 18 числа. Після цього «Сакура» ніс тут патрульно-ескортну службу, причому з 15 березня 1945-го він належав до 53-ї дивізії ескадрених міноносців. 21 березня 1945-го корабель прибув назад до Японії.
25 травня 1945-го «Сакура» підірвався на міні біля Сімоносекі (в районі протоки, що розділяє Хонсю та Кюсю), втім, не втратив боєздатності та з червня займався протимінною діяльністю в районі Осаки. 11 липня корабель удруге підірвався, при цьому внаслідок вибуху погреба боєзапасу йому відірвало кормову частину. «Сакура» затонув, загинуло 130 членів екіпажу.